# Hermann Schönbächler
Hermann Schönbächler  (* 14. Juli 1966) ist ein ehemaliger Schweizer Sportholzfäller. 2010 wanderte er nach Westkanada aus und wurde dabei für eine Dokumentation des Schweizer Fernsehens porträtiert.

## Leben
Hermann Schönbächler wuchs auf in Waltwil in der Nähe von Biel. Er machte eine Ausbildung als Forstwart und führte in Biel ein eigenes Unternehmen. Zwischen 2005 und 2010 wurde der «Herminator» genannte Schönbächler fünfmal Schweizer Meister im Sport-Holzfällen in der Stihl Timbersports Series. 2007 und 2008 wurde er Vize-Europameister sowie 2006 und 2007 mit dem Schweizer Team Europameister. Bei der Weltmeisterschaft 2007 in Oberstdorf erreichte er zudem den 3. Platz. 2013 trat er an der 11. Schweizer Meisterschaft in Brienz mit einem 4. Platz vom Wettkampfsport zurück.

## Dokumentarreihe «Auf und davon» des Schweizer Fernsehens
Anfang 2010 wanderte die damals vierköpfige Familie nach Rosswood in der Nähe von Terrace in der kanadischen Provinz British Columbia aus und wurde dabei von einem Kamerateam begleitet. Durch die Auswanderer-Dokumentationssendung «Auf und davon» im Rahmen der Fernsehsendung «DOK» wurde Hermann Schönbächlers Familie 2011 in der Deutschschweiz bekannt. Diese Folgen wurden 2012 mit dem Schweizer Fernsehpreis ausgezeichnet. Ein Ausschnitt aus der Serie, in dem Schönbächlers fünfjähriger Sohn Richi aus einem Bagger fiel und weinte, wurde auf YouTube häufig aufgerufen. Die Szene mit dem vorwurfsvollen Ausspruch des Vaters «'Richiii! I ha gseit, du söusch di guet häbe!» wurde in verschiedenen Variationen verarbeitet und parodiert. Aufgrund des Publikumsinteresses wurde Familie Schönbächler auch in der folgenden Staffel dieser Dokumentation begleitet.
Im November 2012 erschien das Buch Ziemlich wild, welches ebenfalls das Leben der Auswandererfamilie porträtiert. Das Buch erreichte eine zweite Auflage. In der Bestsellerliste des Schweizer Buchhandels kam Ziemlich wild am 10. Februar 2013 in der Kategorie Sachbücher auf Platz 1.
Im April 2016 wurden Hermann Schönbächler und seine Familie in Kanada eingebürgert.